# Mycosphaerella sagedioides
Mycosphaerella sagedioides är en svampart som först beskrevs av G. Winter ex Sacc., och fick sitt nu gällande namn av Gustav Lindau 1897. Mycosphaerella sagedioides ingår i släktet Mycosphaerella och familjen Mycosphaerellaceae.   Inga underarter finns listade i Catalogue of Life.